# پیتزو دل رامولاز
پیتزو دل رامولاز (به لاتین: Pizzo del Ramulazz) یک کوه در سوئیس است که در کانتون گراوبوندن واقع شده‌است. پیتزو دل رامولاز ۲٬۹۳۹ متر بالاتر از سطح دریا واقع شده‌است.